# Ballade i g-moll
Ballade i g-moll ('Ballade in g mineur') is een compositie van Edvard Grieg. Zoals veel van zijn werken is het geschreven voor piano solo. Grieg schreef het onder slechte omstandigheden. Zijn ouders waren net overleden, een van zijn kleine kinderen overleed, zijn relatie met zijn echtgenote Nina ging echteruit en Grieg begon aan zijn eigen kunnen te twijfelen. Let wel: tijdens het componeren van dit werk werkte hij ook aan wat later een van zijn bekendste stukken zou worden Peer Gynt (opus 23). Grieg vond het zelf een meesterwerk, maar schreef het zo virtuoos en emotioneel dat hijzelf het werk nooit publiekelijk heeft uitgevoerd. Hij heeft het werk wel voorgespeeld ter plaatse van zijn muziekuitgeverij, maar was na deze tour-de-force geheel uitgeput.
De ballade is opgebouwd uit thema in ¾ maat en veertien variaties en is dan weer virtuoos technisch om vervolgens lyrisch en melodieus te zijn. Het thema voor deze ballade haalde Grieg uit Ældre og nyere norske Fjeldmelodier van Ludvig Mathias Lindeman. Het ging daarbij om het lied/gedicht En sang om den nordlandske bondestand van Kristine Aas. 
De inleiding bestaat uit een gelaten passage. De eerste variatie zet de melodie over in triolen in een traag poco meno Andatne, ma molto tranquillo. De tweede variatie is geschreven in de 9/8 maatsoort, verwant aan de ¾-maat. Met het tempo allegro agitato is dit een virtuoos gedeelte. De derde is weer een kalme in adagio molto espressivo; het is somberder dan het originele thema; de maatsoort is weer terug bij ¾. De vierde variatie is weer zeer snel in een allegro cappriccioso en bestaatn voornamelijk uit zestiende noten voor de rechterhand. De vijfde variatie keert terug naar een langzaam tempo piu lento voornamelijk bestaande uit een reeks arpeggio’s die een droef beeld oproepen. Variatie zes in allegro scherzando laat een overvloeien van lijnen tussen linker- en rechterhand zien/horen.  De zevende is daarvan een voortzetting, in plaats van de akkoordenwisseling tussen links en rechts zijn het nu weer heen en weer gaande arpeggios. Om de pianist enigszins rust te geven is de achtste variatie in lento; variatie negen in poco andante borduurt daar verder op door. Variatie 10 is weer snel in poco allegro e alla burla; de maatsoort is 12/8. Nummer elf in piu animato doet daar een schepje boven op. Variatie 12 zou de omslag moeten zijn; het klinkt statig (meno allegro e maestoso, de maatsoort verschuift naar 6/8 en de toonsoort naar G majeur. Variatie 13 is de opbouw naar het slot met een virtuoos allegro furioso, de handen van de pianist moeten van links naar rechts en terug over de piano. Het is weer in ¾ en in mineur. Variatie 14 het sluitstuk is in prestissimo (zo snel mogelijk) en moduleert naar hogere regionen. Het coda wordt gevormd door de eerste acht maten en sluit in mineur af.

## Discografie
Er zijn talloze opnamen van dit werk; het wordt soms gezien als standaardrepertoire voor pianisten.